# 은자작나무
은자작나무(silver birch)는 자작나무과 자작나무속의 한 종이다. 남유럽보다 위도가 높은 유럽과 아시아 전역에 서식한다. 신대륙에서는 외래종으로 여겨진다.
은자작나무는 낙엽수이다. 줄기의 목피가 새하얀 데서 이름이 비롯되었다. 가지는 가늘고 때로는 늘어진다. 잎은 삼각꼴이고 옆연은 이중 예거치로 되어 있다. 가을이 되면 노랗게 단풍이 든 뒤 잎이 떨어진다. 꽃은 미상화서로 나고, 가벼운 씨가 바람에 날린다. 은자작나무는 강인한 선구종으로, 척박지나 산불이 휩쓸고 지나간 땅에 처음 나타나는 수종이다. 은자작나무 숲에는 동물들이 많이 서식한다. 조경, 목재, 민간의학 등 다양하게 쓰인다. 